# Now You’re Taken
A Now You're Taken a Mogwai egy, a 4 Satin albumon szereplő dala, amely felkerült az EP+6 válogatáslemezre is.

## Leírás
Ez a Mogwai első dala, amelyben Aidan Moffat énekel; később az R U Still in 2 It számban is feltűnik, melynek szövegét is ő írta. A Now You're Taken csak néhányszor hangzott el élőben 1997 során, például Stoke-on-Trentben vagy a leedsi Duchess of York pubban.
A kompozíció egy harmonikus gitárjátékkal kezdődik, majd a 13. másodpercben egy második gitár csendül fel, amely hasonló dallamot szólaltat meg. 0:27-nél kezdődik a fő szólam, amelynek a két szereplője a gitár és a basszusgitár, miközben a ritmust a cintányér adja. A szólamok ismétlődése után az 51. másodpercben egy dob lép be, majd 2:21-ig újra ismétlődés következik, amikor Aidan Moffat kezd énekelni. 2:41-nél a dob elnémul, majd 3:34-nél újra belép, és a többi hangszerrel 4:42-ig a fő melódiát ismétlik; ekkor a dob elhalkul, Moffat pedig befejezi az éneket. 6:00-ig a basszusgitáré a főszerep, miközben a háttérben gitár szól; ekkor a basszus befejeződik, és 6:51-ig, a dal végéig csak a gitár hallható.

## Közreműködők

### Mogwai
- Stuart Braithwaite, John Cummings – gitár
- Dominic Aitchison – basszusgitár
- Martin Bulloch – dob

### Más zenészek
- Aidan Moffat – ének

### Gyártás
- Jamie Harley – producer, keverés

## Fordítás
Ez a szócikk részben vagy egészben  a   Now You're Taken című angol Wikipédia-szócikk ezen változatának fordításán alapul.  Az eredeti cikk szerkesztőit annak laptörténete sorolja fel. Ez a jelzés csupán a megfogalmazás eredetét és a szerzői jogokat jelzi, nem szolgál a cikkben szereplő információk forrásmegjelöléseként.